# 洛夫萊斯鎮區 (北卡羅萊納州威爾克斯縣)
洛夫萊斯鎮區（英語：Lovelace Township）是位於美國北卡羅萊納州威爾克斯縣的一個鎮區。

## 地方資料
洛夫萊斯鎮區的面積為57.75平方千米，皆為陸地。根據2020年美國人口普查的數據，當地共有人口566人，而人口密度為每平方千米9.8人。